# Дорота Сегеда
Дорота Сегеда (пол. Dorota Jolanta Segda; нар. 1966)— польська актриса театру та кіно, а також педагог — професор мистецтва. Перебуває на посаді ректора Академії театральних мистецтв імені Станіслава Виспянського
. В Україні відома роллю Галини (професорської невістки), в комедійно-драматичному серіалі Наші пані у Варшаві.

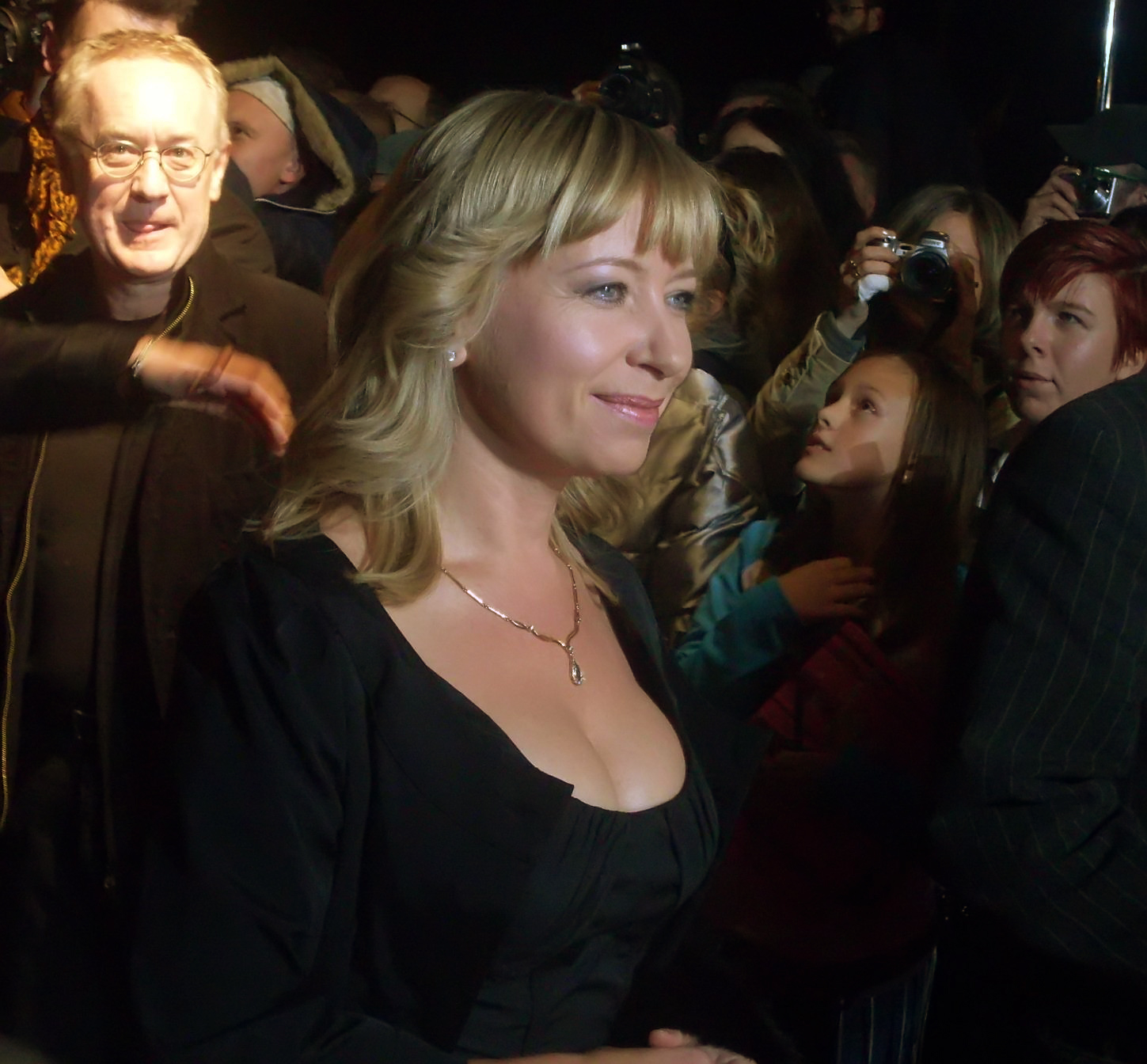
Дорота Сегеда у 2008 році

## Біографія
Народилася 12 лютого 1966 року. Є онукою Владислава Сегди— польського фехтувальника, призера
Олімпійських ігор та чемпіонатів світу.
Закінчила у Кракові середню школу короля Яна III Собеського та
Академію Людвіка Сольського. З 1987 року — актриса у
Старому театрі (Краків). Також працювала у варшавському Національному театрі.
Вона була двічі лауреатом премії, яку присуджує редакція польського театрального журналу «Театр»: у сезоні 1992/1993 за роль Соломії в драмі «Срібний сон Соломії» і в сезоні 1996/1997 за роль Маргарити в опері
«Фауст».
Також знімалася в кіно і на телебаченні, дебютувавши в 1989 році в головній ролі в угорському фільмі режисерки Ільдіко Еньєді «Моє XX століття».
З 2001 по 2023 рік була одружена зі Станіславом Радваном — композитором, колишнім генеральним директором і художнім керівником Старого театру в Кракові.
Нагороджена золотою та срібною медалями «За заслуги в культурі Gloria Artis», а також Нагородою міста Кракова.

## Фільмографія

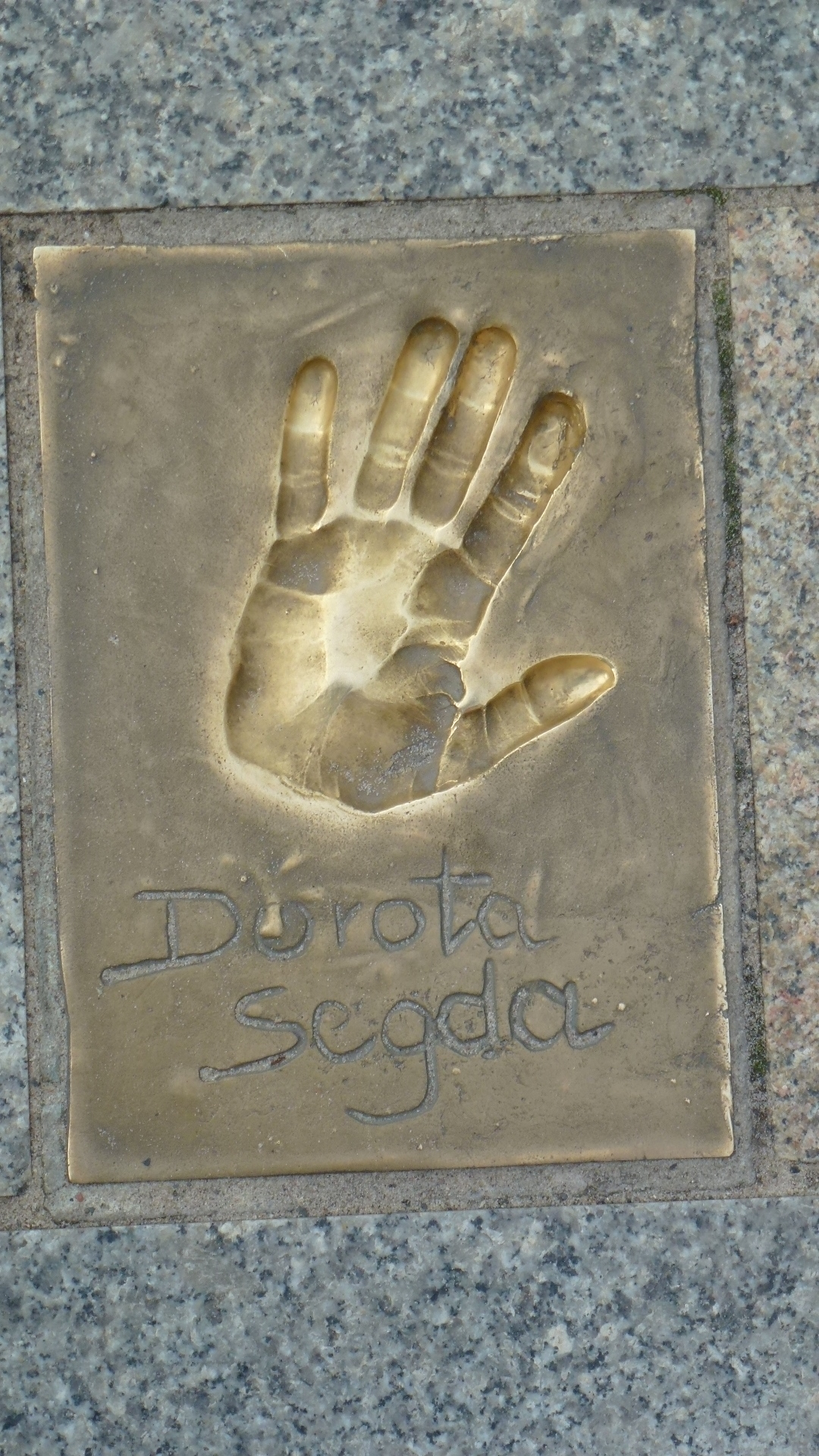
Знак на алеї зірок у Мендзиздрі

- 1989 рік — фільм «Моє XX століття» — близнюки Дора і Лілі (а також їх мати)
- 1989 рік — фільм «Останній пором» — Кася Круліковська
- 1991 рік — серіал «Дівчата та вдови» — Марія Лечицька (серія 1)
- 1994 рік — фільм «Фаустина» — Сестра Фаустина
- 1995 рік — фільм «Батько» — Єва
- 1996 рік — серіал «Секрет Сагалі» — «Вероніка Коваль» (сер. 12 і 13)
- 1998 рік — серіал «Зоряний пірат» — Мати Кшесіміра (серія 1)
- 1999—2005 роки — серіал «У добрі і в злі» — директор лікарні Агата Квечинська
- 2003 рік — фільм «Шоу» — Дорота
- 2003 рік — документальний фільм «Історія лекторів Тамари та Свена» — «лекторка»
- 2003 рік — документальний фільм «Дар Божого милосердя» — «лекторка».
- 2005 рік — фільм «Закоханий ангел» — «Каріока»
- 2006 рік — фільм «Сором» — «Жінка Томаша».
- 2007 рік — фільм "Хутра — «Гражина Шимонюк» (донька Ірени та Генрика)
- 2008 рік — документальний фільм «Після років неволі Польща повстає… 1914—1918» — документальний фільм «Марія Домбровська»
- 2008 рік — шкільна драма «Echomatka» — «Вікторія»
- 2008—2012 роки — серіал «Кольори щастя» — «Данута, мама Клари»
- 2009 рік — серіал «Підступний» — Ева Куклінська, тренер Ізи (серія 8)
- 2010 рік — фільм "Уста Уста — «Єва Кальвос, керівник Кшиштофа»
- 2010—2011 роки — серіал «Люди Чудя» — Маріола «Лола» Чудзішевська
- 2011 рік — серіал «Отець Матеуш»- поетеса Евеліна Лінде (сер. 59)
- 2011—2016 роки — фільм «Ранчо» — Гражина, мати Кінга
- 2014 рік — «Комісар Алекс» — Дорота Вірська (сер. 73)
- 2015 рік — драма «Жінка в дзеркалі» — Зофія
- 2015 рік — «Аж до стелі!» — «Тамара Маєр, мама Наталії'».
- 2015—2019 роки — «Наші пані у Варшаві» — «Галина (професорська невістка)».
- 2020 рік — фільм «Трохи вагітна» — «Галина, мати Госька»
- 2021 рік — фільм «„В“ як у слові 'вбивство'» — «Барбара Шеліга, дружина Бруно»